# Тахтарев, Константин Михайлович
Константин Михайлович Та́хтарев (26 мая (7 июня) 1871, Санкт-Петербург — 19 июля 1925, Москва) — российский социолог, политический деятель, один из первых преподавателей социологии в России.

## Биография
Константин Михайлович Та́хтарев родился в 1871 году в семье профессора практической механики Артиллерийской академии, в дальнейшем, члена артиллерийского комитета Военного министерства, генерала от артиллерии Михаила Константиновича Тахтарева и дочери чиновника Елены Клавдиевны (в девичестве Ильенко). В семье воспитывался вместе с младшими братьями Михаилом (род.1880) и Валерианом († 23.09.1919)
По окончании гимназии в 1890 году поступил в Императорский Санкт-Петербургский университет, на естественное отделение, где организовал кружок по изучению работ Герберта Спенсера.
В 1892 году оставил Университет и перевёлся в Военно-медицинскую академию. Там им был организован марксистский кружок среди студентов. В 1893 году являлся руководителем революционной группы рабочих завода Семянникова, участвовал летом того же года в добровольческом отряде по борьбе с холерой в Саратовской губернии. Летом 1894 года каникулы провёл за границей, где познакомился с революционными кругами русской интеллигенции. В частности отец познакомил Тахтарева с П. Л. Лавровым, который также был профессором Артиллерийской академии.
В 1896 году Тахтарев со своей группой вступил в организованный В. И. Лениным петербургский Союз борьбы за освобождение рабочего класса. В мае 1896 года подвергся аресту и просидел в тюрьме три месяца, после чего был взят отцом на поруки и освобождён.
В 1897 году эмигрировал в Женеву в связи с угрозой второго ареста. За границей организовал школу пропагандистов и агитаторов бельгийской Рабочей партии в Брюсселе, состоял в группе «Освобождение труда» под руководством Г. В. Плеханова. В этот же период начал посещать лекции М. М. Ковалевского в Новом университете в Брюсселе и заниматься научной подготовкой, сочетая её с революционной деятельностью. В 1898 году сотрудничал в газете «Рабочая мысль», стал одним из основных сторонников такого течения в российской социал-демократии, как «экономизм».
Был женат на Аполлинарии Александровне Якубовой — близкой знакомой и соратнице В. И. Ленина и Н. К. Крупской по «Союзу борьбы за освобождение рабочего класса».
В 1900 году представлял Петербургскую рабочую организацию на 5-м международном социалистическом конгрессе в Париже. Помогал налаживать выпуск газеты «Искра» в Лондоне.
С открытием Русской высшей школы общественных наук в Париже два семестра слушал в ней курс лекций, одновременно работал в Лондонском Антропологическом обществе (англ. Anthropological Society of London). М. М. Ковалевский, Е. В. Де-Роберти и П. Л. Лавров убедили молодого человека серьёзно заняться наукой.
В 1902 году, несмотря на расхождения в политических взглядах и критику «экономизма» со стороны В. И. Ленина, Тахтарев вместе с женой помогал ему и Крупской устроиться в Лондоне.
В 1903 году участвовал в организации лондонских заседаний II съезда РСДРП. Позже отошёл от активной революционной деятельности, не приняв внутренней враждебности в среде революционеров. Тахтарев и его жена не поддержали ни большевиков, ни меньшевиков. На созванном в октябре 1903 года меньшевиками 2-м съезде «Заграничной лиги русской революционной социал-демократии» только их голоса не были отданы ни тем, ни другим.
Тем не менее ещё в 1905 году Тахтарев входил в русскую социал-демократическую организацию в Лондоне и вместе с Н. А. Алексеевым вёл переговоры с английским «Комитетом представительства рабочих» («Labour Representation Committee») — будущей Лейбористской партией — о помощи участникам забастовок в России.
В 1903—1905 годах читал курс лекций по генетической социологии (социальной эмбриологии) в Русской высшей школе. Исследования в этой области, рассматривающей зарождение и развитие социальных институтов, до этого велись Ковалевским. Курс Тахтарева явился результатом работы в библиотеке Британского музея в Лондоне, где Тахтарев изучал по трудам английских исследователей (в частности Спенсера и Гиллена) этнографию австралийских аборигенов. По его итогам была написана первая серьёзная научная работа «Первобытное общество», которая печаталась в приложении к журналу «Научное обозрение».
В 1905 году при помощи учителя — Ковалевского, учёный предпринял попытку опубликовать в России книгу под названием «Основные ступени развития общества», однако московская типография И. Д. Сытина на Пятницкой, в которой она печаталась, в декабре 1905 года была сожжена правительственными войсками в ходе революционных событий.
В 1907 году Тахтарев вернулся в Петербург, где читал лекции по социологии в созданном в 1908 году Психоневрологическом институте, где был ассистентом на кафедре социологии, и, с 1911 года по рекомендации М. М. Ковалевского, на Высших курсах Лесгафта, куда был взят штатным преподавателем. Как пишет Н. И. Кареев, К. М. Тахтарев и П. А. Сорокин были первыми «профессиональными преподавателями социологии» в России.
В 1907 году отдельной книгой вышел более подробный и содержательный вариант «Первобытного общества». В том же году вышла и ещё одна книга Тахтарева — «От представительства к народовластию. К изучению новейших стремлений политического развития современного общества».
В 1909—1910 Тахтарев снова работал в Британском музее. В эти годы выходят его статьи, как общественно-исторического, так и социо-исторического содержания в журналах «Современный мир» и «Русская мысль».
В 1916 году вышла книга «Социология как наука о закономерности общественной жизни». Это фактически содержание курса, читаемого Тахтаревым студентам Психоневрологического института и Высших курсов Лесгафта. Работа над курсом продолжалась и дальше, и уже в следующем году издана его доработанная версия, а полное и подробное изложение идей Тахтарева было дано позже в 1919 году.
24 марта 1916 года после смерти М. М. Ковалевского Тахтарев предлагает другим ученикам Максима Максимовича — П. А. Сорокину и Я. М. Магазинеру организовать Социологическое общество имени Ковалевского. Это вторая попытка организовать подобное общество — первая не увенчалась успехом. Тахтарев участвует в учредительном собрании и становится заместителем председателя общества (в первоначальном списке членов общества числится под номером 57).
Возглавлял Кафедру теоретической социологии в Петроградском Университете до 1918 года.
С 1918 года, с момента реорганизации Психоневрологического института и превращения его в чисто исследовательское учреждение, кафедра социологии института вошла в состав Первого петроградского университета. Туда перешел и профессор Тахтарев — он читал лекции по генетической социологии на кафедре социологии факультета общественных наук (ФОН), которую возглавлял П. А. Сорокин.
Являлся одним из активных сотрудников созданного 11 октября 1918 при поддержке Комиссариата народного просвещения Социобиблиологического (с 1919 Социологического) Института (Инсоцбибла). С 1920-го по 1921 год, то есть вплоть до закрытия Инсоцбибла, был его директором.
В 1919—1920 гг. входил в список профессоров Второго петроградского педагогического института им. Н. А. Некрасова, где ректором был Рожков Н.А., в котором преподавал социологию.
В марте 1920 года Рожков Н.А. и К. М. Тахтарев обратились в Комиссариат народного просвещения с проектом создания Российского социологического института. Однако проект не был одобрен Комиссариатом.
22 апреля 1922 года наряду с Н. И. Кареевым и И. И. Лапшиным был официальным оппонентом на защите П. А. Сорокиным в качестве магистерской диссертации первых двух томов «Системы социологии».
На проходившей в августе 1922 года XII Всероссийской партийной конференции РКП(б) книга Тахтарева «Общество и его механизмы» была подвергнута критике Г. Е. Зиновьевым, а сам автор был назван «меньшевистствующим профессором»:
Вот предо мною книга меньшевистствующего профессора Тахтарева "Общество и его механизм". Книжка, в общем, довольно глупая, смесь бернштейнианства, толстовства, „социологии" Ковалевского и т. д.
В 1923 году кафедру социологии Петроградского государственного университета закрыли, и Тахтарев перешел преподавателем на вновь созданную кафедру развития общественных форм, где читал лекции по общественной истории, а вернее, по определению самого Тахтарева, по генетической социологии. В том же году снова выехал в командировку в Лондон. Вернулся в 1924 году, начал работать хранителем в Институте К. Маркса и Ф. Энгельса в Москве.
В 1924 году были запрещены лекции К. М. Тахтарева в Петроградском государственном университете, а 30 сентября 1924 года он был уволен.
Умер скоропостижно в 1925 году от брюшного тифа. Похоронен на Новодевичьем кладбище Москвы.

## Адрес в Санкт-Петербурге
- Институтский проспект дом 20 (современный номер 18), собственный дом генерал-лейтенанта М. К. Тахтарева

## Семья

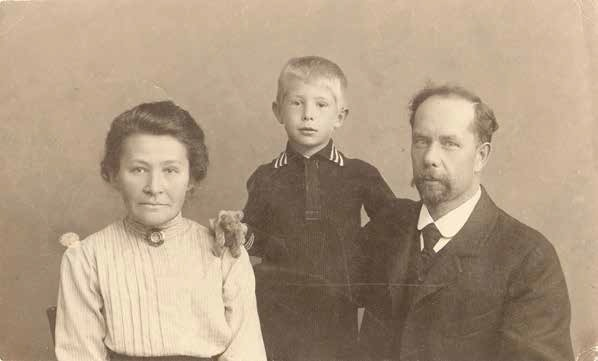
Семья К. М. Тахтарева, 1913 год.

- Жена в первом браке — Аполлинария Александровна Якубова
  - Сын — Михаил (1907 — 1942)
- Жена во втором браке — Мария Семёновна, урождённая ?.
  - Дочь во втором браке — Нина Константиновна Тахтарева (1919—?), участница Великой Отечественной войны, связистка, награждена медалью «За отвагу»[3]

## Список произведений
- К десятилетию смерти Чернышевского — 17-го октября. Петербург «Союз» 1899.
- Наша действительность.//«Отдельное приложение» к газете «Рабочая мысль», сентябрь 1899 года (под псевдонимом Р. М.).
- «Очерк петербургского рабочего движения 90-х годов. По личным воспоминаниям». Лондон, типография и издательство социал-демократической организации «Жизнь» 1902 (под псевдонимом «Петербуржец»).
- «Первобытное общество (Опыт исследования развития ранних форм общественности на основании изучения быта австралийских племён)». С предисловием профессора М. М. Ковалевского. Приложение к журналу «Научное обозрение», СПб. Типография Э. Л. Пороховщиковой (под псевдонимом К. М. Тар) 1903.
- «Очерк петербургского рабочего движения 90-х годов. По личным воспоминаниям». Издание 2-е исправленное и дополненное Санкт-Петербург «Новый мир» (под псевдонимом К. М. Тар) 1906.
- «Очерки по истории первобытной культуры. К. М. Тахтарева, лектора б. Русской высшей школы общественных наук в Париже». С предисловием профессора М. М. Ковалевского. Москва, «Польза» В. Антик и Ко. 1907.
- «От представительства к народовластию. К изучению новейших стремлений политического развития современного общества». СПб. «Библиотека естествознания» 1907.
- Общественная власть и государство.//Русская мысль, 1909 год, номер 6.
- Главнейшие направления в развитии социологии. // «Современный мир», номера 8 (стр. 170—202), 10 (стр. 164—179), 12 (стр. 163—184).
- Чем должна быть социология.//Современный мир, 1911 год, номер 8(9?).
- Очерки по истории первобытной культуры. / Составитель К. М. Тахтарев. С предисловием профессора М. М. Ковалевского. Издание 2-е, Москва, «Польза» в Антик и Ко. (Народный университет. Серия Наук общественно-гуманитарных) 1912.
- Рецензия на книгу П. Нортоп «Социальная педагогика» (Санкт-Петербург, 1911 год)// «Современный мир» номер 6, 1912 год
- Основные идеи социологов: Конт и Маркс. // «Современный мир», номер 9 (стр. 1-22).
- Современное государство.//«Итоги науки в теории и практике» том 11, 1914.
- Современное государство.//«Итоги науки в теории и практике» книги 34 и 35, Москва, 1915.
- «Социология как наука о закономерности общественной жизни (Введение в общий курс социологии, чит. слушательницам и слушателям Психоневрологического университета и Высших курсов П. Ф. Лесгафта)». Пг. «Жизнь и знание», 1916.
- «Самодержавие народа». Курган. Российская социал-демократическая рабочая партия. Курганская организация 1917.
- «Свобода и власть (Политическое размышление)». Петроград, Изд. отд. Центр. воен.-пром. ком. 1917.
- «Что такое демократическая республика и возможна ли она в России?» Петроград, «Книга», 1917.
- Основные идеи социологов, Конт и Маркс.//Современный мир, 1917 год, номер 9.
- «Значение сотрудничества в общественной жизни». Москва, типография Н. А. Сазоновой 1918.
- «Народная инициатива. Непосредственный выбор властей народом». Курган. Российская социал-демократическая рабочая партия. Курганская организация. 1918?
- «Общество и государство и закон борьбы классов». Петроград — Москва «Книга» 1918.
- «Очерк петербургского рабочего движения 90-х годов. По личным воспоминаниям». Издание 3-е, Петроград «Жизнь и знание» 1918.
- «Социология, её краткая история, научное значение, основные задачи, система и методы. Прил. Указатель литературы по главнейшим вопросам социологии». Петроград, «Кооперация», 1918.
- «Наука об общественной жизни, её явлениях, их соотношениях и закономерности. Опыт изучения общественной жизни и построения социологии». Петроград «Кооперация» 1919.
- Русское социологическое общество им. М. М. Ковалевского.// Социобиблиологический вестник, 1919 год, номера 4-5.
- «Научное общество марксистов. Ленинград. Система социологии. Программа курса К. М. Тахтарева». Петроградский университет (1920-1 акад. год) Петроград, 1920.
- «Очерк петербургского рабочего движения 90-х годов. По личным воспоминаниям». Пб. Гос. изд. 1921.
- «Общество и его механизм (К пониманию общественной жизни)». Пб., «Кооперация», 1922.
- «Очерки по истории первобытной культуры. Первобытное общество». Издание 3-е, Москва-Петроград, Гос. изд. 1922.
- «Очерки по истории первобытной культуры. Первобытное общество». С приложением гл. о тотемизме и экзогамии. Издание 4-е Ленинград Гос. изд. 1924.
- «Рабочее движение в Петербурге (1893—1901) По личным воспоминаниям и заметкам». С приложением воспоминаний о Владимире Ульянове-Ленине и партийном расколе. Ленинград, «Прибой», 1924.
- «Сравнительная история развития человеческого общества и общественных форм». Ч. 1, Ч. 2, Ленинград, Гос. изд. 1924.
- В. И. Ленин и социал-демократическое движение. // Былое, 1924 год, номер 24.
- «Сравнительная история развития человеческого общества и общественных форм». Издание 2-е, ч. 1, Москва, Гос. изд. 1926.
- К. М. Тахтарев Социологические труды. (под. ред. А. О. Бороноева) Санкт-Петербург, Издательство Христианской гуманитарной академии, 2006